# Amazon Games Orange County
Amazon Games Orange County (ранее Double Helix Games) — американская компания, занимающаяся разработкой компьютерных игр. Она была основана в 2007 году в результате объединения The Collective и Shiny Entertainment. Первой игрой студии стала Silent Hill: Homecoming, выпущенная на PlayStation 3, Xbox 360 и PC.
5 февраля 2014 года Double Helix была приобретена компанией Amazon.com, став частью игрового подразделения Amazon Game Studios под названием Amazon Games Orange County.

## Игры, разработанные компанией
| UFOs love COWs                        | Android                                                                             | 2014            |
| Strider                               | Xbox One / Xbox 360 / PlayStation 4 / PlayStation 3 / Microsoft Windows             | 18 февраля 2014 |
| Killer Instinct (Season 1)            | Xbox One                                                                            | Ноябрь 2013     |
| Battleship                            | Xbox 360                                                                            | 2012            |
| Green Lantern: Rise of the Manhunters | PlayStation 3 / Wii / Xbox 360                                                      | 2011            |
| MX vs. ATV Reflex                     | Microsoft Windows                                                                   | 2010            |
| Front Mission Evolved                 | PlayStation 3 / Windows / Xbox 360                                                  | 2010            |
| G.I. Joe: The Rise of Cobra           | Nintendo DS / PlayStation 2 / PlayStation 3 / PlayStation Portable / Wii / Xbox 360 | 2009            |
| Silent Hill Homecoming                | PlayStation 3 / Windows / Xbox 360                                                  | 2008            |
| Harker                                | отменена                                                                            | 2008            |